# 파주 보광사 지장시왕도
파주 보광사 지장시왕도(坡州 普光寺 地藏時王圖)는 대한민국 경기도 파주시 광탄면, 보광사에 있는 불화이다. 2018년 4월 30일 경기도의 유형문화재 제320호로 지정되었다.

## 지정사유
타원형의 얼굴에 세장한 신체, 가는 선으로 묘사된 이목구비, 작은 입술표현 등 존상 표 현은 18세기 후반~19세기 전반 서울․경기지역에 유행한 화풍을 계승하고 있다. 제작시기(1802년)와 제작자 및 봉안처가 명확한 불화로서 도 유형문화재로 지정하여 보존 관리할 만한 가치가 있다.

## 같이 보기
- 파주 보광사

## 참고 자료
- 파주 보광사 지장시왕도 - 국가유산청 국가유산포털